# 15533 Saturnino
15533 Saturnino è un asteroide della fascia principale. Scoperto nel 2000, presenta un'orbita caratterizzata da un semiasse maggiore pari a 2,332053 UA e da un'eccentricità di 0,131149, inclinata di 9,679109° rispetto all'eclittica. Ha un diametro di 3,929 km e un periodo di rotazione di 114 ore.